# Romeu i Julieta (Prokófiev)

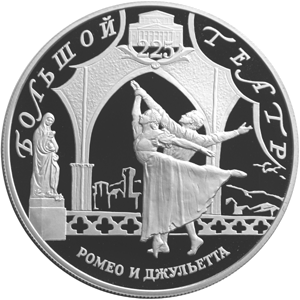
Moneda commemorativa del teatre Bolshoi, amb el ballet Romeu i Julieta

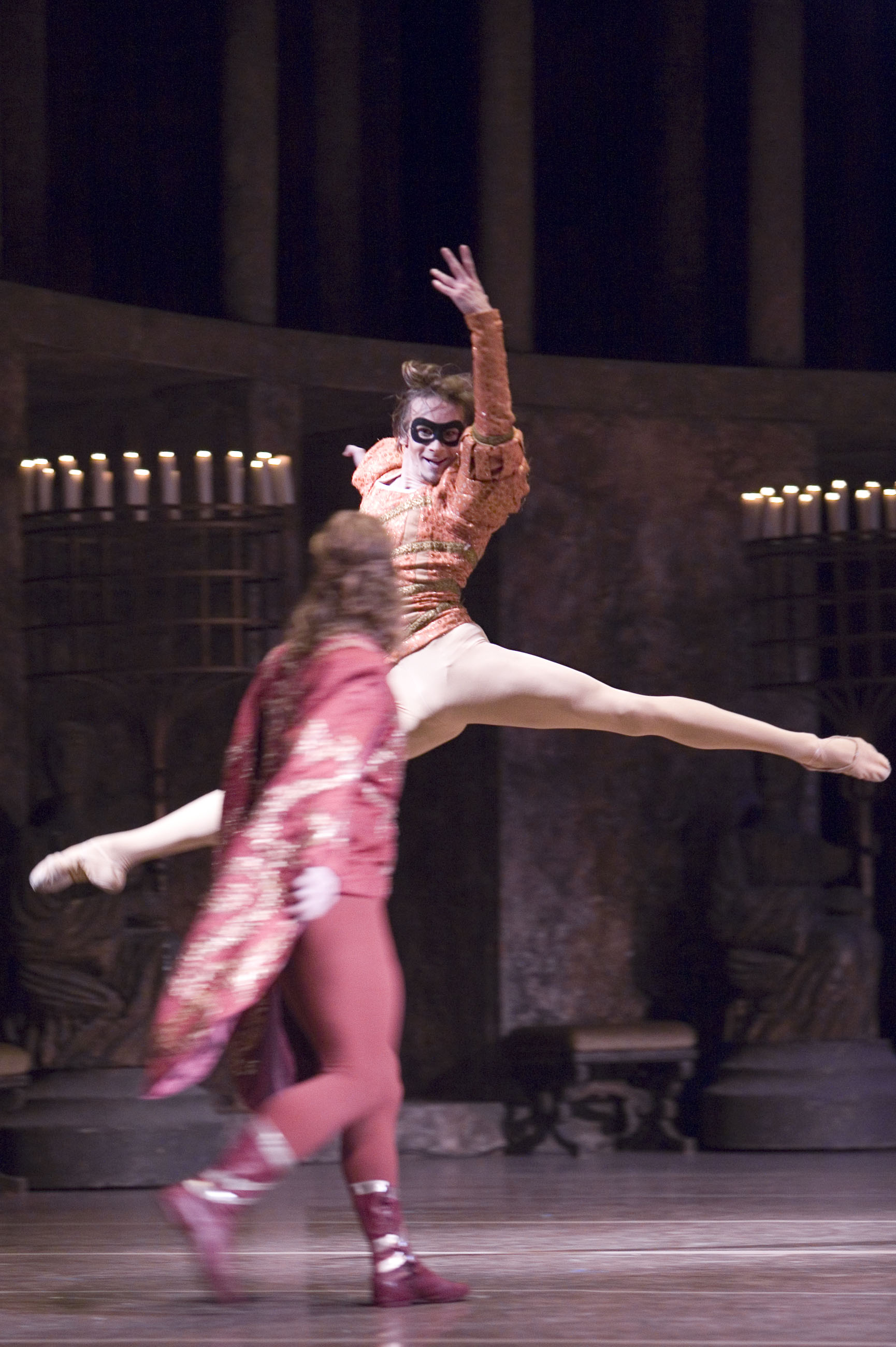
Lluita entre Teobald i Mercuci

Romeu i Julieta (en rus: Ромео и Джульетта) és un ballet compost per Serguei Prokófiev, inspirat en la famosa obra literària de William Shakespeare. Romeu i Julieta és una tragèdia que conta la història d'amor de Romeu i Julieta, personatges que provenen de dues famílies enfrontades, els Montagú i els Capulet.
El ballet va ser compost i estrenat durant els anys 1935 i 1938 per encàrrec del teatre Kirov, també conegut formalment com el Teatre d'Òpera i Ballet Kírov i com Acadèmia Nacional d'Òpera i Ballet de Sant Petersburg. L'estrena d'aquest ballet va tenir diverses dificultats, tot i això, és una de les obres més conegudes del compositor.

## Context
La cultura de la Unió Soviètica passà per diverses etapes durant els seus 70 anys d'existència. Durant els primers anys de Revolució va haver-hi una relativa llibertat en la qual els artistes van poder experimentar amb diversos estils en un esforç per tal de trobar un estil artístic soviètic distintiu. Lenin volia que l'art fos accessible al poble rus. Malgrat això, centenars d'intel·lectuals, escriptors i artistes van ser exiliats i els seus treballs van ser prohibits. Més tard, durant el període estalinista, la cultura soviètica es caracteritzà pel seu suport vers el realisme socialista, alhora que es reprimien la resta de tendències, tot i rares excepcions. Molts artistes van ser detinguts i executats.
“Tant més que silenciar veus incòmodes, l'objectiu de la liquidació sistemàtica dels intel·lectuals durant les primeres dècades de la Unió Soviètica era reduir el terreny de la reflexió, els dubtes, la pluralitat, l'ambigüitat, el subjectivisme, el retir a esferes de pensament i espiritualitat privats, l'eclecticisme, les contradiccions, en resum, també la vida interior i "l'ànima": complicacions innecessàries dins d'una economia socialista on no hi havia d'haver malversació, complicacions que convenia suprimir com més de pressa millor per forjar una societat més coherent, monolítica, eficient i fàcilment mal·leable i dirigible.”
Per això, durant la dècada del 1930, el repertori va quedar molt reduït. Artistes russos destacats com Xostakóvitx un cop elogiats per les seves brillants obres, ara eren denunciats com a subversius o pitjor. Malgrat això, Prokófiev va aconseguir mantenir el seu favor favorable entre les autoritats soviètiques i va continuar produint noves obres. Algunes composicions, com "Cantata per al vintè aniversari de la revolució d'octubre" (1936), són rebutjades pels estudiosos com a obres de pura sicofanacia política.
Prokófiev, a diferència de Stravinski i Xostakóvitx, no es va interessar ni va participar en política. Igual que Xostakóvitx, es va veure obligat a seguir la línia estètica comunista, no només per seguir treballant sinó per seguir vivint.
El fracàs del ballet fins al 1940 va ser a causa de l'augment de la por i la cautela entre la comunitat musical i teatral després de la publicació dels dos famosos editorials de Pravda que criticaven a Xostakóvitx i a altres "modernistes degenerats". El director d’orquestra Iuri Faier es va reunir nombroses vegades amb Prokófiev durant l'escriptura de la música i va insistir al compositor que tornés al final tradicional.
L'obra es va estrenar el 1938 a Brno, Txecoslovàquia. El 10 de gener de 1940, al Teatre Kírov de Leningrad amb un èxit rotund, i més tard, arribaria al repertori del Teatre Bolxoi l’any 1946. Romeu i Julieta va quedar establert com un símbol clau de l’art soviètic capaç d’estar a l'altura dels ballets de Txaikovski.

## Concepció de l’obra, context del compositor
La vida de l’autor la podem dividir en tres parts: Els seus anys d’estudiant, l'exili a Europa i als Estats Units i el retorn a la Unió Soviètica.
Durant els anys que l’autor va compondre aquest ballet (1935-37), Prokófiev va tornar a Rússia l'any 1935, tot i amb el rebuig de la Unió Soviètica cap a les seves obres, després de viure un temps a París col·laborant amb els Ballets russos de Diàguilev. Un any després, el teatre Kirov de Leningrad va proposar a Prokófiev fer un ballet, amb el que ell va proposar fer-lo sobre l’obra Shakespeariana, però el teatre va denegar la petició. El compositor va signar amb el teatre Bolxoi de Moscou. Prokófiev esmenta en la seva Autobiografia “S. Prokofiev: Autobiography, Articles, Reminiscences (Prokofiev. S. and S. Shlifstein, 2000)”, durant el període del contracte amb el teatre Bolxoi va estar treballant amb el productor Sergey Radlov i amb el coreògraf Leonid Lavrosky per fer consultes sobre qüestions tècniques de ballet. Després de diversos intents d’adaptar l’obra literària al ballet, l’obra musical de Prokófiev va ser descartada perquè el teatre la va declarar com impossible de ballar, en conseqüència es va trencar el contracte. L’Autobiografia també esmenta l'enrenou que es va crear amb el canvi d’argument al final del ballet, on el coprotagonista Romeu arriba un minut abans que Julieta moris trobant-la encara en vida, fent d’aquesta història un final feliç. L’argument que l’autor va donar a aquest canvi va ser, segons ell, purament coreogràfic:
“la gent viva pot ballar, els morts no”
“S. Prokofiev: Autobiography, Articles, Reminiscences (Prokofiev”. (S. and S. Shlifstein, 2000, p.86)
Més tard l’autor va canviar d’idea quan un conegut va comentar que la música de l’acte final del ballet era aplicable tant a un final tràgic com feliç. Després d’unes quantes reunions amb els coreògrafs es va decidir mantenir el final que Shakespeare havia escrit. Durant aquest període l’autor va escriure dues suites simfòniques inspirades en el ballet, fins i tot alguns moviments són extraccions d’aquest. Les suites van ser estrenades abans que ballet fos produït.
Finalment, l’obra fou estrenada a Brno, Txecoslovàquia, el 1938, on va tenir una bona rebuda.
Se sap que durant el seu període soviètic, Prokófiev va conèixer una escriptora, Maria-Cecilia Abramovna, també coneguda com a Mira Mendelssohn. Els seus coneixements literaris el van inspirar i aviat van començar a discutir possibles fonts d’òperes, ballets i cançons. Uns anys després (1941), Prokófiev va deixar la seva dona per Maria-Cecilia.

## Posterior a l’obra
Tot i que el ballet va tenir prou èxit, el compositor no estava del tot satisfet amb el resultat final.
El ballet, com la major part de les obres de Prokófiev, va ser transcrit a piano un cop estrenat, ja que era un costum de l’autor de transcriure per a piano la major part del seu treball. Aquest costum esmenta Di Zhu, en el seu estudi “Prokofiev’s Piano Transcriptions: A Comparative Study of His Transcribing Techniques”, és la forma d’aprenentatge que el compositor tenia durant els seus anys d’estudi al conservatori i que va adoptar com a mètode compositiu. Zhu també esmenta que el compositor feia transcripcions per promoure les seves obres teatrals i orquestres, especialment quan la producció de moltes obres es retarda o fins i tot es cancel·la per diversos motius. Els anys previs a l'estrena original, moltes gravacions es van publicar o fins i tot es van mostrar públicament. Quan finalment es representen aquestes obres, el públic ja coneixia molt bé la música.

## Producció de l’obra

### Estrena
El 30 de Desembre, Romeu i Julieta s’estrenà al Teatre Mahen a Brno, situat a l’antiga Txecoslovàquia, tot i que Prokófiev no pogué assistir-hi a causa de les restriccions imposades pel govern soviètic. Finalment, després d’haver sigut rebutjada dues vegades els anys anteriors, l'estrena de l’obra en territori soviètic es dugué a terme l’any 1940, a càrrec del director artístic Leonid Lavrovsky, amb la ballarina Galina Ulanova (Julieta) i Konstantin Sergeyev (Romeu) en els papers de la parella protagonista del ballet.

### Versió de John Cranko
El coreògraf sud-africà John Cranko veié el ballet a Londres l’any 1956 i decidí fer-ne una versió a causa de la bona rebuda que tingué el ballet de Lavrovsky a la ciutat, i el 1958 l'estrenà a l’Escala de Milà ballada per Carla Fracci en el paper de Julieta. Posteriorment, l’any 1962, Cranko portà aquesta versió a la companyia de ballet de Stuttgart, amb la ballarina brasilera Marcia Haydée en el paper de Julieta i Richard Cragun en el paper de Romeu.

### Versió de Kenneth MacMillan
Posteriorment, Kenneth MacMillan, amic de John Cranko, dugué a terme també la seva pròpia versió del ballet de Prokófiev pel Royal Ballet de Londres, ja que inicialment no s’havien pogut aconseguir els drets de la producció soviètica original i la resta de produccions eren concebudes com a modestes per una institució tan rellevant com el Royal Ballet. Romeu i Julieta va ser el primer ballet complet que va dirigir MacMillan, però la seva versió és considerada una de les més definitives. Després de diverses polèmiques per a l’assignació dels rols principals, Margot Fonteyn es quedà amb el paper de Julieta i Rudolf Nureyev amb el de Romeu, i aconseguiren un llarg i efusiu aplaudiment de més de 40 minuts el dia de l'estrena de l’obra, 9 de febrer de 1965 a la Royal Opera House.

## Característiques musicals
Romeu i Julieta és una de les obres de Prokófiev més apreciades per l’alta inspiració melòdica, la gran varietat rítmica i el caràcter memorable dels temes principals.
La dificultat de la partitura va impedir al compositor gaudir de l'èxit que anys després tindria la seva peça. Va ser criticat per la falta de lirisme i la naturalesa simfònica.
Pel que fa a la instrumentació, el més destacable és l'ús del saxofon tenor. Aquesta veu afegeix un so únic a l'orquestra, ja que s'utilitza tant en solitari com en el conjunt. Prokófiev també va utilitzar la corneta, la viola d'amore i les mandolines en el ballet.

## Estructura
|                |     |                                                  |                                               |                                           |                                                                                   |
| Escena         | No. | Títol en català                                  | Títol en rus (títol original)                 | Tempo                                     | Anotacions                                                                        |
| Acte 1         |     |                                                  |                                               |                                           |                                                                                   |
|                | 1   | Introducció                                      | Вступление                                    | Andante assai                             |                                                                                   |
| Escena 1       | 2   | Romeu                                            | Ромео                                         | Andante                                   |                                                                                   |
| Escena 1       | 3   | El carrer desperta                               | Улица просыпается                             | Allegretto                                |                                                                                   |
| Escena 1       | 4   | Dansa matinal                                    | Утренний танец                                | Allegro                                   |                                                                                   |
| Escena 1       | 5   | La baralla                                       | Ссора                                         | Allegro brusco                            |                                                                                   |
| Escena 1       | 6   | La lluita                                        | Бой                                           | Presto                                    |                                                                                   |
| Escena 1       | 7   | El príncep dona la seva ordre                    | Приказ герцога                                | Andante                                   | Àlies. El Comandant del Duc. Introducció de Montagues i Capulets a la Suite Núm.2 |
| Escena 1       | 8   | Interludi                                        | Интерлюдия                                    | Andante pomposo (L'istesso tempo)         |                                                                                   |
| Escena 2       | 9   | Preparant the Ball (Julieta i la infermera)      | Приготовление к балу (Джульетта и Кормилица)  | Andante assai. Scherzando                 | Àlies. Als Capulets (Preparacions per a Ball)                                     |
| Escena 2       | 10  | Julieta de jove                                  | Джульетта-Девочка                             | Vivace                                    | Àlies. la Julieta jove                                                            |
| Escena 2       | 11  | Arribada dels convidats (Minuet)                 | Съезд гостей (Менуэт)                         | Assai moderato                            |                                                                                   |
| Escena 2       | 12  | Màscares (Romeu, Mercutio i Benvolio a Màscares) | Маски (Ромео, Меркуцио и Бенволио в масках)   | Andante marciale                          |                                                                                   |
| Escena 2       | 13  | Ball dels Cavallers                              | Танец рыцарей                                 | Allegro pesante                           | La part principal de Montagues and Capulets a la Suite No. 2                      |
| Escena 2       | 14  | La variació de Julieta                           | Вариация Джульетты                            | Moderato (quasi Allegretto)               |                                                                                   |
| Escena 2       | 15  | Mercutio                                         | Меркуцио                                      | Allegro giocoso                           |                                                                                   |
| Escena 2       | 16  | Madrigal                                         | Мадригал                                      | Andante tenero                            |                                                                                   |
| Escena 2       | 17  | Teobaldo reconeix Romeu                          | Тибальд узнает Ромео                          | Allegro                                   |                                                                                   |
| Escena 2       | 18  | Gavotte (comiat dels convidats)                  | Гавот (Разъезд гостей)                        | Allegro                                   | Gavotte (moviment III) de la "Classical" Symphony, Op. 25                         |
| Escena 2       | 19  | Escena del balcó                                 | Сцена у балкона                               | Larghetto                                 |                                                                                   |
| Escena 2       | 20  | La variació de Romeu                             | Вариация Ромео                                | Allegretto amoroso                        |                                                                                   |
| Escena 2       | 21  | Dansa de l’amor                                  | Любовный танец                                | Andante                                   |                                                                                   |
| Acte 2         |     |                                                  |                                               |                                           |                                                                                   |
| Escena 3       | 22  | Dansa Folk                                       | Народный танец                                | Allegro giocoso                           |                                                                                   |
| Escena 3       | 23  | Romeu i Mercutio                                 | Ромео и Меркуцио                              | Andante tenero                            |                                                                                   |
| Escena 3       | 24  | Dansa de les cinc parelles                       | Танец пяти пар                                | Vivo                                      | Ball a la Suite No. 2                                                             |
| Escena 3       | 25  | Dansa amb Mandolines                             | Танец с мандолинами                           | Vivace                                    |                                                                                   |
| Escena 3       | 26  | La infermera                                     | Кормилица                                     | Adagio scherzoso                          |                                                                                   |
| Escena 3       | 27  | La infermera dona a Romeu la nota de Julieta     | Кормилица передает Ромео записку от Джульетты | Vivace                                    | Àlies. La infermera i Romeu                                                       |
| Escena 4       | 28  | Romeo al Frare Laurence                          | Ромео у патера Лоренцо                        | Andante espressivo                        |                                                                                   |
| Escena 4       | 29  | Julieta al Frare Laurence                        | Джульетта у патера Лоренцо                    | Lento                                     |                                                                                   |
| Escena 5       | 30  | La gent continua divertint-se                    | Народное веселье продолжается                 | Vivo                                      | Àlies. Divertiment públic                                                         |
| Escena 5       | 31  | Dansa Folk                                       | Снова народный танец                          | Allegro giocoso                           | Àlies. Festes públiques(Снова народный праздник)                                  |
| Escena 5       | 32  | Teobaldo es troba amb Mercucio                   | Встреча Тибальда с Меркуцио                   | Moderato                                  | Àlies. Trobada de Teobaldo i Mercucio                                             |
| Escena 5       | 33  | Teobaldo i Mercucio lluiten                      | Тибальд бьётся с Меркуцио                     | Precipitato                               | Àlies. El duel                                                                    |
| Escena 5       | 34  | Mort de Mercucio                                 | Меркуцио умирает                              | Moderato                                  |                                                                                   |
| Escena 5       | 35  | Romeo decideix venjar la mort de Mercucio        | Ромео решает мстить за смерть Меркуцио        | Andante. Animato                          | Àlies. Mort de Teobaldo                                                           |
| Escena 5       | 36  | Final del acte 2                                 | Финал второго действия                        | Adagio dramatico                          |                                                                                   |
| Acte 3         |     |                                                  |                                               |                                           |                                                                                   |
|                | 37  | Introducció                                      | Вступление                                    | Andante                                   | rèplica del No. 7                                                                 |
| Escena 6       | 38  | Romeu i Julieta (habitació de la Julieta)        | Ромео и Джульетта (Спальня Джульетты)         | Lento                                     |                                                                                   |
| Escena 6       | 39  | Comiat abans de partir                           | Прощание перед разлукой                       | Andante                                   | Àlies. Romeu s’adjudica Julieta o l’Últim comiat                                  |
| Escena 6       | 40  | La infermera                                     | Кормилица                                     | Andante assai                             |                                                                                   |
| Escena 6       | 41  | Julieta refusa casar-se amb Paris                | Джульетта отказывается выйти за Париса        | Vivace                                    |                                                                                   |
| Escena 6       | 42  | Julieta sola                                     | Джульетта одна                                | Adagio                                    |                                                                                   |
| Escena 6       | 43  | Interludi                                        | Интерлюдия                                    | Adagio                                    |                                                                                   |
| Escena 7       | 44  | Al Frare Laurence                                | У Лоренцо                                     | Andante                                   | Àlies. A la cèl·lula del Frare Lurence                                            |
| Escena 7       | 45  | Interludi                                        | Интерлюдия                                    | L'istesso tempo                           |                                                                                   |
| Escena 8       | 46  | Habitació de la Julieta                          | Снова у Джульетты                             | Moderato tranquillo                       |                                                                                   |
| Escena 8       | 47  | Julieta sola                                     | Джульетта одна                                | Andante                                   |                                                                                   |
| Escena 8       | 48  | Serenata matinal                                 | Утренняя серенада                             | Andante giocoso                           | Àlies. Aubade                                                                     |
| Escena 8       | 49  | Ball de les noies amb lliris                     | Танец девушек с лилиями                       | Andante con eleganza                      |                                                                                   |
| Escena 8       | 50  | Al capçal de la Julieta                          | У постели Джульетты                           | Andante assai                             |                                                                                   |
| Acte 4: Epíleg |     |                                                  |                                               |                                           |                                                                                   |
| Escena 9       | 51  | Funeral de Julieta                               | Похороны Джульетты                            | Adagio funebre                            | Romeu a la tomba de Julieta Suite No. 2                                           |
| Escena 9       | 52  | Mort de Julieta                                  | Смерть Джульетты                              | Adagio (meno mosso del tempo precendente) |                                                                                   |